# Киддер, Марго
Марго Киддер (англ. Margot Kidder; 17 октября 1948 — 13 мая 2018) — канадско-американская актриса и продюсер, чья карьера охватывает пять десятилетий, лауреатка трёх премий «Джини», дневной премии «Эмми» и «Сатурн».

## Жизнь и карьера

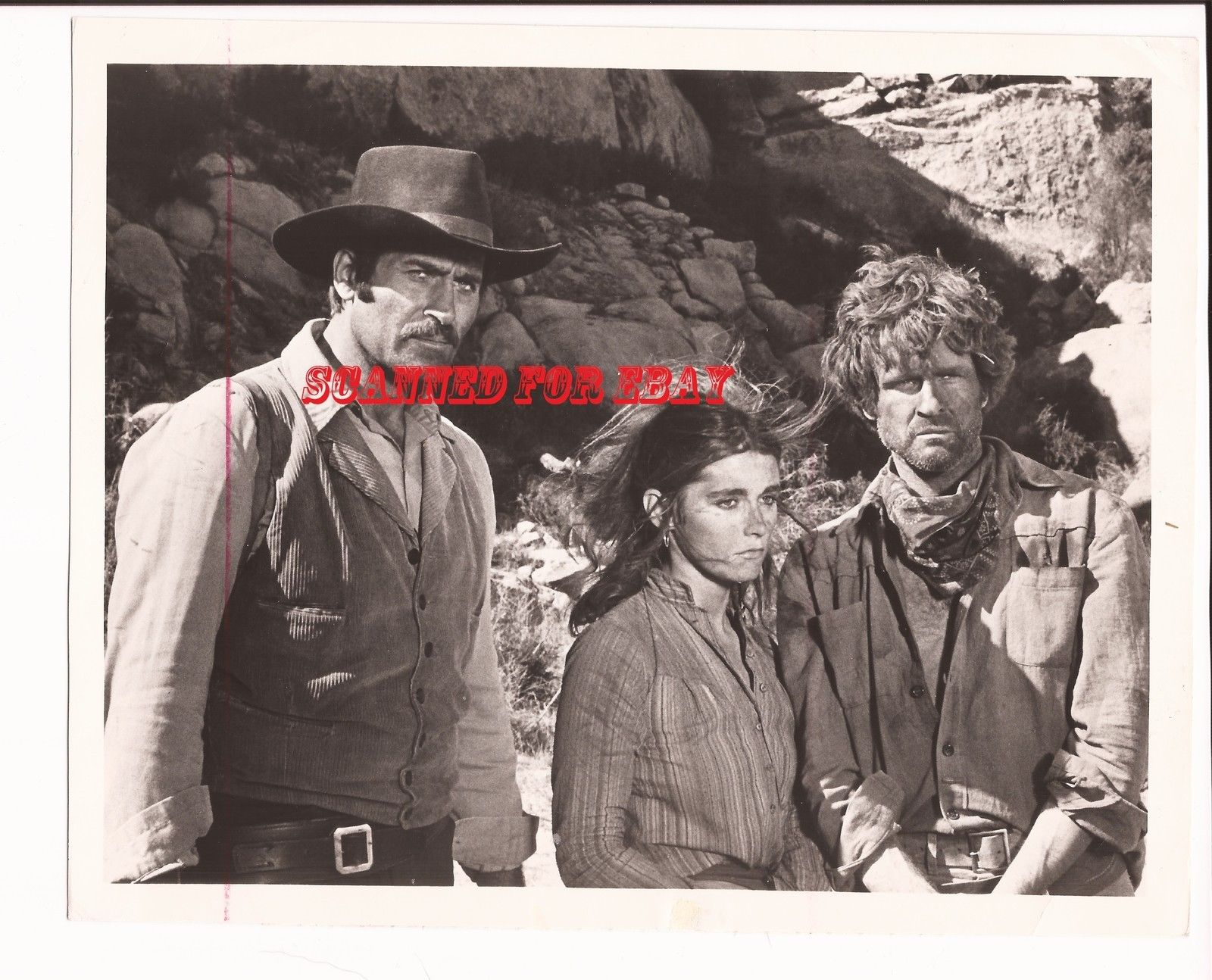
Слева направо: Клинт Уокер, Марго Киддер и Джон Эриксон. В фильме «Щедрый человек» (1972).

Маргарет Рут Киддер родилась в Йеллоунайфе, на севере Канады, в семье из пяти детей. Её мать была учительницей, а отец горным инженером. Марго Киддер начала свою карьеру в конце шестидесятых на канадском телевидении и снималась в основном в вестернах. Её прорыв произошёл в 1973 году благодаря главной роли в кинофильме режиссёра Брайана де Пальма «Сёстры». В следующем году она сыграла главные роли в фильмах «Тихий день в Белфасте» и «Чёрное Рождество» и получила сразу две высших кинопремии Канады «Джини». После успеха у себя на родине Киддер в 1975 году переехала в США и снялась в трёх голливудских фильмах: «Великий Уолдо Пеппер», «Реинкарнация Питера Прауда» и «92 градуса в тени».
Марго Киддер добилась наибольшей известности благодаря роли Лоис Лейн в серии голливудских кинофильмов о Супермене: «Супермен» (1978), «Супермен 2» (1980), «Супермен 3» (1983) и «Супермен 4: Борьба за мир» (1987). Также большим успехом в её карьере стала главная роль в коммерчески успешном фильме 1979 года «Ужас Амитивилля», после чего она выступила в популярном комедийном шоу Saturday Night Live и окончательно закрепила за собой статус одной из ведущих актрис того периода. В 1982 году Киддер снялась в коммерчески успешном фильме «Ну и герой», а после вернулась в Канаду, сыграв главную роль в фильме «Сердечные страдания», и получила свою третью премию «Джини».
В середине восьмидесятых карьера Киддер отошла на второй план, и она в основном привлекала внимание прессы благодаря пьянству и перепадам настроения. В 1990 году она, будучи пьяной за рулём на съёмках фильма «Нэнси Дрю и дочь», попала в серьёзную аварию и отказалась от вмешательства хирургов, вследствие чего два последующих года была прикована к инвалидному креслу, тем временем судясь со студией-производителем так и не завершённого фильма, которая понесла убытки из-за актрисы.
В 1992 году Киддер объявила о своем банкротстве и распродала имущество, в том числе дорогие украшения и дом. Она исполняла роли второго плана, а также выступала в театре и давала уроки актёрского мастерства. Весной 1996 года Киддер вновь оказалась в центре внимания благодаря её обвинениям, что против неё строится заговор, а затем пропала на три дня и была найдена в одном из дворов Глендейла, Калифорния, одетой в лохмотья и говорившей бессвязные фразы. После этого она была помещена для наблюдения в одну из психиатрических клиник и благодаря поддержке коллег осенью того же года вернулась на экраны с ролью в телесериале «Бостон Коммон». В последующие годы она появлялась в таких сериалах, как «Прикосновение ангела», «Закон и порядок: Специальный корпус» и «Братья и сёстры», а также играла роли второго плана во множестве малоуспешных фильмов, среди которых были «Поймать убийцу», «Боб», «Маска призрака», «Молодой Айвенго» и «Хэллоуин 2».

## Личная жизнь
У Киддер были романы с канадским премьер-министром Пьером Трюдо, режиссёрами Брайаном де Пальмой и Стивеном Спилбергом и актёром Ричардом Прайором. Трижды была замужем. Первый брак был со сценаристом Томасом Макгуэйном в 1975-1976 годах, второй с актёром Джоном Хёрдом (1979), а третий с режиссёром Филиппом де Брока (1983-1984). От первого брака у неё была дочь Мэгги МакГуэйн (род. 28 октября 1976). Мэгги в дальнейшем вышла замуж за писателя Уолтера Кирна.
До 2005 года Киддер была гражданкой Канады, но затем, будучи против вмешательства США в Ирак, приняла гражданство США, мотивируя это тем, чтобы участвовать в голосованиях и не опасаться быть депортированной за протесты.
Она страдала от биполярного расстройства.

## Смерть
Актриса умерла 13 мая 2018 года в своем доме в Ливингстоне в Монтане в возрасте 69 лет и была обнаружена одним из друзей. Причина смерти первоначально не была обнародована. Агент Киддер заявлял, что она умерла во сне. Только 8 августа было объявлено, что Киддер покончила с собой, приняв большую дозу лекарств и алкоголя, что было официально подтверждено коронером из округа Парк.
После её смерти издательство DC Comics, которому принадлежат права на Супермена, опубликовало пост в своём Twitter-аккаунте: «Спасибо за то, что были Лоис Лейн, на которой выросли многие из нас. Покойтесь с миром, Марго Киддер».
Тело было кремировано, прах отдали её брату Джону, который развеял его в любимых местах детства Киддер в Канаде и в Монтане, где она жила в последние годы жизни.